# Maurice Perron
Pour les articles homonymes, voir Perron.
Maurice Perron, né à Montréal, le 6 juillet 1924 et mort le 27 février 1999 est un photographe québécois. 

## Biographie
Maurice Perron étudie à l'École Polytechnique de Montréal puis à l'École du Meuble de Montréal en même temps que Jean-Paul Riopelle avec qui il est ami depuis l'enfance. Membre du groupe des Automatistes, il contribue au manifeste  Refus global comme signataire, photographe et éditeur.
Il n'a que 23 ans quand, devant les fins de non-recevoir successives des éditeurs québécois, il décide de créer les Éditions Mithra-Mythe pour que le manifeste Refus global puisse être diffusé. Sa maison d'édition publiera par la suite Le vierge incendié (1948) du poète Paul-Marie Lapointe et Projections libérantes (1949) de Paul-Émile Borduas.
Maurice Perron épouse Carmen Beaudoin (1922-2012) à Montréal en 1954, et ils auront deux enfants, Line-Sylvie (1955) et François (1957). Il décède à Sainte-Agathe-des-Monts le 27 février 1999 à l'âge de 74 ans.

## Œuvre
Ses photographies des membres du groupe des Automatistes nous les rendent familiers. Maurice Perron les immortalise dans leurs activités quotidiennes, entre amis, mais également lors de performances théâtrales ou de danse, telles Françoise Sullivan avec Danse dans la neige, Muriel Guilbault et Claude Gauvreau dans Bien-Être ou encore avec l'exposition des dessins d'enfants chez Paul-Émile Borduas.
Le caractère très novateur et personnel de son œuvre a été salué par plusieurs auteurs spécialisés, dont Serge Allaire et Gilles Lapointe.
En 1998, quelques mois avant son décès, le Musée national des beaux-arts du Québec lui consacre une importante exposition rétrospective n. On y retrouve ses œuvres majeures qui sont aujourd'hui conservées dans le Fonds Maurice Perron créé par cette institution muséale.
Le fonds d'archives de Maurice Perron est conservé au Musée national des beaux-arts du Québec.

### Photographies
- Françoise Lespérance Riopelle, vers 1947, épreuve à la gélatine argentique, 34,3 x 23,8 cm, Musée national des beaux-arts du Québec, Québec[7].
- Claude Gauvreau, vers 1947, épreuve à la gélatine argentique, 33,5 x 26 cm, Musée national des beaux-arts du Québec, Québec[8].
- Jean-Paul Riopelle, vers 1947, épreuve à la gélatine argentique, 33,5 x 26 cm, Musée national des beaux-arts du Québec, Québec[9].
- Jean-Paul Riopelle, vers 1947, épreuve à la gélatine argentique, 34,3 x 27,3 cm, Musée national des beaux-arts du Québec, Québec[10].
- Marcel Barbeau, vers 1947, épreuve à la gélatine argentique, 24 x 19,3 cm, Musée national des beaux-arts du Québec, Québec[11].
- Françoise Sullivan courant dans la neige, 1948, épreuve à la gélatine argentique, 25,5 x 25,5 cm, Musée national des beaux-arts du Québec, Québec[12].

« Danse dans la neige », série de 20 photographies, Otterbern-Park, février 1948.
- Paul-Marie Lapointe à l'île Perrot, 1948, épreuve à la gélatine argentique, 25,5 x 25,5 cm, Musée national des beaux-arts du Québec, Québec[13].
- Françoise Sullivan, Marcel Barbeau et Jean-Paul Mousseau dans son atelier, 1948, épreuve à la gélatine argentique, 19,6 x 24,5 cm, Musée national des beaux-arts du Québec, Québec[14].
- Jean-Paul Riopelle et Françoise Sullivan, 1948, épreuve à la gélatine argentique, 25,5 x 25,5 cm, Musée national des beaux-arts du Québec, Québec[15].
- Françoise Sullivan, 1948, épreuve à la gélatine argentique, 25,5 x 25,5 cm, Musée national des beaux-arts du Québec, Québec[16].
- Pierre Gauvreau, vers 1949, épreuve à la gélatine argentique, 25,5 x 25,5 cm, Musée national des beaux-arts du Québec, Québec[17].
- Magdeleine Arbour, 1949, épreuve à la gélatine argentique, 34,6 x 27,2 cm, Musée national des beaux-arts du Québec, Québec[18].
- Kim Yaroshewskaya, 1949, épreuve à la gélatine argentique, 24,1 x 19,4 cm, Musée national des beaux-arts du Québec, Québec[19].
- Jean-Jules Richard, 1949, épreuve à la gélatine argentique, 24 x 19 cm, Musée national des beaux-arts du Québec, Québec[20].
- Autoportrait, vers 1949-1950, épreuve à la gélatine argentique, 19,2 x 19,5 cm, Musée national des beaux-arts du Québec, Québec[21].
- Paul-Émile Borduas dans son atelier de Saint-Hilaire, vers 1950, épreuve à la gélatine argentique, 25,5 x 25,5 cm, Musée national des beaux-arts du Québec, Québec[22].
- Thérèse Renaud, 1953, épreuve à la gélatine argentique, 25,5 x 25,5 cm, Musée national des beaux-arts du Québec, Québec[23].
- Jean-Paul Riopelle, 1993, épreuve à la gélatine argentique, 25,5 x 25,5 cm, Musée national des beaux-arts du Québec, Québec[24].
- Pierre Gauvreau, 1994, épreuve à la gélatine argentique, 25,5 x 25,5 cm, Musée national des beaux-arts du Québec, Québec[25].
- Marcel Barbeau, 1995, épreuve à la gélatine argentique, 25,5 x 25,5 cm, Musée national des beaux-arts du Québec, Québec[26].

## Expositions
- Musée des beaux-arts de Montréal, 60 ans plus tard, Montréal, du 19 juin au 7 décembre 2008.

Musée national des beaux-arts du Québec, "Espaces de bonheur", exposition consacrée à la carrière de Madeleine Arbour et dans laquelle on retrouve un très grand nombre des oeuvres de Maurice Perron, Québec, 8 novembre 2000 au 8 avril 2001.
- Musée national des beaux-arts du Québec, Mémoire objective, mémoire collective. Photographies de Maurice Perron, Québec, du 2 décembre 1998 au 26 septembre 1999.
- Centre d'exposition de Baie-Saint-Paul, Un lieu de liberté, Baie-Saint-Paul, octobre 1998.
- Centre culturel et communautaire de Val-David, Un photographe chez les automatistes, Val-David, du 16 mars au 12 mai 1996.
- Bibliothèque nationale du Québec, Refus global et ses environs, Montréal, du 21 juin au 10 septembre 1988.
- Musée d'art contemporain, Borduas et les automatistes Montréal 1942-1955, Montréal, du 2 décembre 1971 au 16 janvier 1972.
- Galeries nationales du Grand Palais, Borduas et les automatistes Montréal 1942-1955, Paris, du 1er octobre au 14 novembre 1971.

## Diffusion d'œuvres
- « L’imaginaire du Nord vu de la chambre noire automatiste », Gilles Lapointe in « Le(s) Nord(s) imaginaire(s) », sous la direction de Daniel Chartier, Imaginaire | Nord, Montréal, 2008.
- « Black and Tan » in "En tournée", Musée des beaux-arts du Canada, numéro 16, juin 2008, Ottawa, page 6.
- « Black and Tan » in "On Tour", National Gallery of Canada, number 16, June 2008, Ottawa, page 6.
- « Le Beaver - Québec a 400 ans », édition spéciale, Société nationale d'histoire du Canada, Winnipeg, février-mars 2008, page 98.
- « The Beaver - Québec at 400 », special edition, Canada's History Magazine, Winnipeg, february-march 2008, page 98.
- « Un musée dans la ville. Une histoire du Musée des beaux-arts de Montréal », Georges-Hébert Germain, Musée des beaux-arts de Montréal, Montréal, 2007.
- Histoire de la littérature québécoise, Michel Biron, François Dumont, Élisabeth Nardout-Lafarge, Boréal, Montréal, 2007.
- « Fernard Leduc. Libérer la lumière », Musée national des beaux-arts du Québec, Québec, 2006.
- « Riopelle », Musée national des beaux-arts de Montréal, Montréal, 2006.
- « Le carnet de Riopelle », Marie Roberge, Lanctôt Éditeur, Montréal, 2005, page 8.
- « Jean-Paul Riopelle », René Viau, Musée du Québec, Québec, 2003.
- « Le Petit Jean-Pierre, le Grand Perreault », film réalisé par Paule Baillargeon, Spectra, Montréal, 2003.
- « Salut Riopelle ! », TRAM Design Multimédia, Montréal, 2003.
- « Françoise Sullivan », Musée des beaux-arts de Montréal, Montréal, 2003.
- « Chez Riopelle, visites d'atelier », Lise Gauvin, l'Hexagone, Montréal, 2002.
- « Madeleine Arbour : espaces de bonheur », Musée national des beaux-arts du Québec, Québec, 2000-2001,  (ISBN 2551204194 et 9782551204199)
- « Gauvreau ou l'obligation de la liberté », film réalisé par Charles Binamé, VivaVision, Montréal, 2001.
- « Maurice Perron Photographies », Musée du Québec, Québec, 1998.
- Serge Allaire, « Un photographe chez les automatistes. Entretien avec Maurice Perron », Études françaises, vol. 34, nos 2-3,‎ automne–hiver 1998, p. 141-155 (lire en ligne)
- « Les femmes du REFUS GLOBAL », Patricia Smart, Boréal, Montréal, 1998.
- « Maurice Perron. Un photographe parmi les automatistes », Nathalie De Blois, Le Devoir, Montréal, samedi 9 et dimanche 10 mai 1998.
- « Marcel Barbeau. Mastering the Accidental », Dr Maria Tippet en collaboration avec Ninon Gauthier, Linda Goddard et Hester Westley, Churchill College Art Gallery, Cambridge, 1998.
- « Chronique du mouvement automatiste québécois », François-Marc Gagnon, Lanctôt Éditeur, Montréal, 1998.
- « Paul-Émile Borduas - Écrits II Tome 1 : 1923-1953 », édition critique par André-G. Bourassa et Gilles Lapointe, Les Presses de l'Université de Montréal, Montréal, 1997.
- « Écrits sur l’art », Claude Gauvreau, édition préparée par Gilles Lapointe, l’Hexagone, Montréal, 1996.
- « Entrails », Claude Gauvreau, traduction de Ray Ellenwood, Exile Éditions, Toronto, 1991.
- « Refus global et ses environs 1948-1988 », André-G. Bourassa et Gilles Lapointe, l'Hexagone, Montréal, 1988.
- « Total Refusal », traduction de Ray Ellewood, Exile Éditions, Toronto, 1985.
- « Borduas et les automatistes Montréal 1942-1955 », catalogue des musées d'État du Québec, Éditeur officiel du Québec, Montréal, 1971.
- « Refus global », Paul-Émile Borduas, Éditions Mithra-Mythe, Montréal, 1948.

## Distinction
Le 15 décembre 1998, le Mouvement laïque québécois lui remet, à l'instar des 16 signataires de Refus global, le Prix Condorcet pour souligner le cinquantième anniversaire du manifeste. La cérémonie a eu lieu au musée d'art de Mont-Saint-Hilaire, lieu de naissance de Paul-Émile Borduas.